# Петров, Виктор Александрович (архитектор)
Виктор Александрович Петров (18 мая 1897, Москва — 20 июля 1972, Москва) — советский архитектор. Автор архитектурного оформления сооружений Угличского гидроузла. Лауреат Сталинской премии (1951).

## Биография
Родился 18 мая 1897 года в Москве в семье служащего. Учился в 10-й московской гимназии. Ещё во время учёбы в гимназии посещал художественные студии К. Ф. Юона и В. Н. Мешкова. Знакомился с русским искусством в музеях и на экспозициях. После окончания в 1916 году гимназии работал чертёжником завода «Эльбор». В 1916—1918 годах служил в царской армии в звании прапорщика. Принимал участие в Первой мировой войне, был командиром пулемётного взвода на Румынском фронте. В 1918 году был санитаром эвакуационного отряда Красного Креста.
В 1918 году поступил во 2-е свободные художественные мастерские, учился в мастерской А. В. Щусева. Летом 1919 года принимал участие в экспедиции Наркомпроса, изучая памятники русской архитектуры в районе рек Оки и Клязьмы. Прервал учёбу на время службы в РККА в 1919—1921 годах, где работал делопроизводителем Управления Связи полевого штаба РВСР. После демобилизации продолжил обучение во ВХУТЕМАСе-ВХУТЕИНе. В 1927 году окончил институт со званием архитектора-художника и с присуждением заграничной командировки.
Преподавал во ВХУТЕИНе. С 1923 по 1929 год — ассистент архитектурного факультета. С 1929 по 1930 год — доцент скульптурного факультета ВХУТЕИНа. С 1934 по 1935 год — доцент архитектурного факультета Высшего архитектурно-строительного института. В 1936—1939 годах — доцент Московского архитектурного института.
В 1928—1930 годах работал архитектором треста «Тэтэ». В 1932—1934 годах — старший архитектор треста «Госзеленстрой». В 1934 году — старший архитектор 2-й архитектурно-проектной мастерской Моссовета. В 1934—1937 годах — старший архитектор канала Москва-Волга. В 1937—1941 годах — главный архитектор Угличского гидроузла Волгостроя НКВД СССР.
В 1941 году, после начала Великой Отечественной войны, поступил на курсы усовершенствования командного состава Военно-инженерной академии имени Куйбышева. В 1941—1942 годах был начальником Хорошёвского направления обороны города Москвы. В 1942—1943 годах — начальник инженерной службы 157 Укрепрайона. В 1943 году — начальник инженерной службы Можайского сектора МВО. В 1943—1944 годах — начальник инженерной службы 153 Укрепрайона 1-го Белорусского фронта. Вышел в отставку в звании инженер-майора.
В 1944—1946 годах занимал должность начальника архитектурного сектора проектного бюро УНР КЭУ ТИУ КА. В 1946—1948 годах — главный архитектор в Военпроекте ВСУМ. С 1948 по 1950 год — главный архитектор в архитектурной мастерской Московского архитектурного института. Руководил архитектурными работами по Угличскому гидроузлу. В 1950—1951 годах — главный архитектор в Гипрогоре. В 1951—1955 годах — главный архитектор в мастерской № 2 Моспроекта (руководитель К. С. Алабян).
С 1955 по 1957 год — главный архитектор отдела института «Росгипрогорсельстрой», в 1957 году переименованного в «Росгипросельстрой». С 1961 года — главный архитектор проекта института «Росгипрогорсельстрой». В 1965 году вышел на пенсию.
Член Союза архитекторов СССР с 1934 года. Член бюро секции сельскохозяйственной архитектуры Союза советских архитекторов. Член КПСС с 1956 года.
Жил в Москве в доме научных работников и преподавателей ВХУТЕИНа (1-й Зачатьевский переулок, 13), в строительстве которого принимал участие. Умер 20 июля 1972 года. Похоронен на кладбище Тёплый Стан.

## Проекты
- «Старая деревня» в Москве, Всероссийская сельскохозяйственная и кустарно-промышленная выставка (1923)[2]
- Шаболовский жилгородок Моссовета (1926, в соавторстве)[2]
- Жилой дом научных работников и преподавателей ВХУТЕИНа в 1-м Зачатьевском переулке (1928, в соавторстве)[12]
- Клуб фабрики «Свобода» на Вятской улице в Москве (1928—1930, в соавторстве)[2]
- Дом отдыха Туркменской ССР в Троице-Лыкове (1933)[2]
- Северный порт канала Москва-Волга (1935—1937)[2]
- Хорошёвское спрямление, мост, пристань, заградительные ворота Серебряного Бора (1935—1937)[2]
- Вестибюль метро «Казанский вокзал» (1935)[2]
- Угличский гидроузел, реконструкция города Углича, квартал жилых домов (1937—1941)[2][8]
- Жилгородок ВСУМ2 (КАУ КА) в Домодедове (1945—1946)[2][8]
- Угличский гидроузел, архитектурная отделка сооружений (1948—1951)[8]
- Жилые дома на Ленинградском шоссе (ныне — проспекте) и на Аэропортовской улице (1954—1955)[9]
- Проект здания института «Гидропроект» (1951—1953)[9]

## Награды
- Сталинская премия третьей степени (1951)[7] — за архитектуру Верхневолжских гидроузлов
- два ордена Красной Звезды (1942, 1944)[14][7]
- медаль «За оборону Москвы» (1944)[7]
- медаль «За победу над Германией в Великой Отечественной войне 1941—1945 гг.» (1945)[7]
- медаль «В память 800-летия Москвы» (1948)[7]
- знак «Ударник Моссовета» (1934)[7]
- знак «Ударник канала Москва-Волга» (1937)[7]

## Публикации
- Об архитектуре советских гидротехнических сооружений // Гидротехническое строительство. — 1953. — № 5.
- Ленинградская магистраль // Архитектура и строительство Москвы. — 1954. — № 5.